# Astrid (réacteur)
Pour les articles homonymes, voir Astrid.
Astrid ou ASTRID (acronyme de l'anglais Advanced Sodium Technological Reactor for Industrial Demonstration) est un projet de prototype de réacteur nucléaire français de quatrième génération, de type réacteur rapide refroidi au sodium, porté par le Commissariat à l'énergie atomique et aux énergies alternatives (CEA) dans les années 2010 et arrêté en 2019, jusqu'à ce que soient relancées, en mars 2025, les études sur les réacteurs à neutrons rapides (RNR).
À la suite des réacteurs expérimentaux Rapsodie, Phénix (250 MWe) et Superphénix (1 240 MWe), le projet Astrid, prototype de puissance intermédiaire (600 MWe), vise à démontrer la possibilité d'un passage au stade industriel de la filière des réacteurs à neutrons rapides au sodium. Le projet est alors présenté comme « doté des meilleurs standards de sûreté du moment ». Il doit tirer « de la ressource disponible cent fois plus d'énergie que ne le font les réacteurs actuellement déployés sur le parc nucléaire français », constitué uniquement de réacteurs à eau pressurisée. Il utilise, pour ce faire, « comme matières premières les énormes stocks d'uranium 238 constitués par l'exploitation du parc EDF durant des décennies, ainsi que le plutonium extrait des combustibles usés ».
S'inscrivant, au-delà d'une perspective historique d’indépendance énergétique, dans un objectif de durabilité, Astrid vise à permettre non seulement d'économiser les ressources fissiles en valorisant l'uranium 238 et en multi-recyclant le plutonium, mais aussi à réduire la quantité de déchets nucléaires à vie longue en incinérant les actinides mineurs. La construction du réacteur Astrid doit ainsi s'accompagner de la mise en service d'un nouvel atelier spécialisé de fabrication de combustible MOx à l'usine de La Hague.
Le coût du projet est estimé à plus de cinq milliards d'euros. La décision politique de cet investissement et sa rentabilité, comme pour tout projet de cette envergure, suscitent des controverses.
Du fait de contraintes budgétaires, le CEA propose, en 2018, de réduire la puissance du réacteur à 100–200 MWe, puis abandonne le projet en 2019. L'organisme précise que « le projet de construction d'un réacteur prototype n'est pas prévu à court ou moyen terme ». Il envisage plutôt de s'en occuper « dans la deuxième moitié du siècle ». Le projet est toutefois relancé en 2025 et un début de construction envisagé pour 2038.

## Historique

### Lancement
En janvier 2006, le président Jacques Chirac décide de lancer la conception, au sein du Commissariat à l'énergie atomique (CEA), d'un prototype de réacteur de « quatrième génération » dont la mise en service est prévue en 2020,. Sa construction était initialement prévue sur le site nucléaire de Marcoule.
À la suite des réacteurs expérimentaux Rapsodie, Phénix (250 MWe) et Superphénix (1 240 MWe), le projet Astrid, prototype de puissance intermédiaire (600 MWe), vise à démontrer la possibilité d'un passage au stade industriel de la filière des réacteurs à neutrons rapides au sodium. Le projet est alors présenté comme « doté des meilleurs standards de sûreté du moment ». Il doit tirer « de la ressource disponible cent fois plus d'énergie que ne le font les réacteurs actuellement déployés sur le parc nucléaire français », constitué uniquement de réacteurs à eau pressurisée. Il utilise, pour ce faire, « comme matières premières, les énormes stocks d'uranium 238 constitués par l'exploitation du parc EDF durant des décennies, ainsi que le plutonium extrait des combustibles usés ». Le surgénérateur n'est pas la seule technique permettant l'utilisation de l'U238 et des actinides mineurs. Depuis les années 1970, offrant un meilleur rendement énergétique que Superphénix, les réacteurs canadiens de type CANDU, à l'uranium naturel, en tirent ainsi profit. Le combustible MOX, largement utilisé en France, permet aussi d'employer l'U238.  
S'inscrivant, au-delà d'une perspective historique d’indépendance énergétique, dans un objectif de durabilité, Astrid vise à permettre non seulement d'économiser les ressources fissiles en valorisant l'uranium 238 et en multi-recyclant le plutonium, mais aussi à réduire la quantité de déchets nucléaires à vie longue en incinérant les actinides mineurs.
En 2010, le CEA, porteur du projet Astrid, définit les choix structurants et des options ouvertes, puis lance un avant-projet sommaire dont la fin est prévue en 2014. Le CEA prévoit pour 2016 la mise en service de l’atelier de fabrication de cœurs.

### Investissement d'avenir
En décembre 2009, le président Nicolas Sarkozy annonce que la France va consacrer un milliard d'euros à la recherche sur le nucléaire dans le cadre des investissements d'avenir, notamment pour les réacteurs « de 4e génération »,,; Astrid reçoit à ce titre une subvention de 651,6 millions € couvrant les seules « études de conception », ce qui reste du milliard d'euros allant principalement au réacteur Jules Horowitz.

### Partenariats industriels
En juin 2012, le CEA conclut un partenariat avec Bouygues Construction pour les études du génie civil du prototype Astrid concernant en particulier les types de bétons de structure qui seront employés et les différentes options de conception de l'îlot nucléaire. Cet accord vient s’ajouter à une série d'accords industriels sur les différents composants du projet signés par le CEA avec Areva, EDF, Toshiba, Alstom Power System, Comex Nucléaire (rachetée depuis par Onet), Rolls-Royce Power Engineering, Airbus Defence and Space et la filiale française de Jacobs Engineering (acquise en juillet 2016 par le groupe NOX). En 2012, le projet Astrid implique environ 500 personnes, dont près de la moitié chez les partenaires industriels qui contribuent techniquement et financièrement au projet.
En 2013, la société SEIV du groupe Alcen rejoint les industriels cités ci-dessus.

### Partenariat avec le Japon
Le 5 mai 2014, le Premier ministre japonais Shinzo Abe signe un accord de coopération avec François Hollande, engageant le Japon dans le développement du projet français Astrid. Selon le journal Yomiuri shinbun, la France a demandé au Japon de relancer le surgénérateur Monju de la centrale nucléaire de Tsuruga, ceci afin d'y tester les combustibles d'Astrid.
En octobre 2016, le gouvernement français sollicite le partage avec le Japon du coût d'Astrid (alors estimé à cinq milliards d'euros).

### Révision à la baisse de la taille du démonstrateur
En 2012, le projet prend du retard : la phase d'étude est prévue pour durer jusqu'en 2017 et si la construction du prototype est alors décidée, sa mise en service pourrait débuter en 2020,.
En 2014, alors que l'accident nucléaire de Fukushima a ralenti le nucléaire dans le monde, la mise en service est reportée à 2019 et le modèle commercial pas avant 2040-2050.
En 2015, la sûreté du projet Astrid devait être examinée par l'IRSN.
En 2017, l'administrateur général du CEA indiquait qu'il fallait profiter des trois années à venir pour réaliser un avant-projet détaillé ; « il faudra ensuite cinq ou six ans pour le certifier et dix ans pour le construire ».
Début 2018, le Commissariat à l'énergie atomique (CEA), maître d'ouvrage du programme, propose au gouvernement de diminuer les ambitions initiales, pour des raisons financières. Au lieu de construire un démonstrateur de 600 MW (mégawatts) prévue à l'horizon 2039, le projet est réduit à 100 à 200 MW.
En juin 2018, l'Asahi Shinbun appelle le Japon à se retirer du projet de réacteur rapide Astrid. En octobre 2018, selon Marc Wojtowicz, ancien délégué syndical central (CGT) au CEA, l'avant-projet de prototype est achevé et les quelque 300 salariés qui travaillaient sur ce projet sont dispersés sur d'autres activités.

### Abandon en 2019
« Fin 2019, l’État a décidé de ne pas lancer la construction du démonstrateur ASTRID ». En août 2019, Le Monde révèle que le projet, qui a coûté 738 millions d'euros, est au moins provisoirement abandonné par le CEA (reporté « à la deuxième moitié du siècle »),. Cette décision est critiquée par Yves Bréchet, membre de l'Académie des sciences et ancien haut-commissaire à l'Énergie atomique, qui déplore « le gâchis de soixante-dix années d'investissement » et parle de cet abandon comme d'un « cas d'école pour mesurer la dégradation des capacités de l'État stratège »,.
Auditionné au Sénat le 23 octobre 2019, l'administrateur général du CEA justifie l'abandon du projet par le bas prix de l'uranium ; si son cours devait augmenter, des signes apparaîtraient des années à l'avance : « On le verra venir avec la construction de nouveaux réacteurs dans le monde. Nous aurons le temps de nous retourner ». Il expose à nouveau ces mêmes arguments le 13 février 2024 à la commission d'enquête portant sur la production, la consommation et le prix de l'électricité aux horizons 2035 et 2050.

### Résurrection du projet en 2025
Le 17 mars 2025, lors du quatrième Conseil de politique nucléaire (CPN) tenu à l'Élysée sous la présidence d'Emmanuel Macron, un nouveau programme industriel est lancé pour développer la technologie des réacteurs de quatrième génération qui permettent de fermer le cycle du combustible nucléaire,,. Ce changement de stratégie opère une sorte de résurrection du projet ASTRID,. EDF, Framatome, Orano et le CEA sont chargés d'élaborer « d'ici la fin de 2025 un programme de travail et une organisation industrielle » pour « atteindre la fermeture du cycle du combustible nucléaire dans la deuxième moitié du siècle. » La construction d'un démonstrateur de réacteur nucléaire de quatrième génération de 600 MWe de puissance, exploitant la technologie des neutrons rapides refroidis au sodium, pourrait débuter en 2038, un démarrage du réacteur étant envisagé entre 2045 et 2050,. La version industrielle de ce type de réacteur entrerait en service après 2060.

## Technologie

Schéma de principe d'un réacteur à neutrons rapides à caloporteur sodium.

Astrid utilise la technologie de réacteur à neutrons rapides à caloporteur sodium (RNR-Na), comme Rapsodie, Phénix et Superphénix. Il vise à égaler le niveau de sûreté de l'EPR. Sa puissance électrique serait de 600 MW électriques (1 500 MW thermiques).

### Objectifs
Des études sur des réacteurs de nouvelle génération ont été lancées par le Forum international Génération IV, avec des objectifs d'amélioration de la sûreté, de diminution de la quantité et de la nocivité des déchets et de préservation des ressources. Les réacteurs à neutrons rapides, en particulier Astrid, pourraient répondre à ces objectifs car plus efficace vis-à-vis de la ressource en uranium et apte à recycler complètement le plutonium. En effet, les réacteurs à eau pressurisée actuels ne peuvent utiliser comme combustible que la part fissile de l'uranium naturel (uranium 235), soit environ 0,7 % de la ressource. En revanche, les réacteurs à neutrons rapides seraient capables d'utiliser tout type d'uranium, non seulement la part fissile mais aussi la part dite fertile (par exemple l'uranium 238, présent à 99,3 % dans l'uranium naturel). Ainsi, avec l'uranium appauvri déjà présent sur le territoire français et le plutonium issu du combustible usé des centrales actuelles, les réacteurs à neutrons rapides permettraient de produire de l'électricité pendant plusieurs milliers d'années au rythme de la consommation actuelle.
La surgénération évite l'étape d'enrichissement de l'uranium, affirme multiplier par 100 la quantité de combustible utilisable et fortement diminuer le volume de déchets.

### Le choix du sodium
Selon l'Académie des sciences, le sodium en tant que fluide caloporteur répond bien aux critères suivants : ne pas ralentir les neutrons (à ce titre, l'eau ne convient pas pour les réacteurs à neutrons rapides), être un bon caloporteur (bonnes capacité calorifique et conductivité thermique), rester à l'état liquide sur une large plage de températures, être peu corrosif vis-à-vis des structures, être facile à pomper, avoir une bonne disponibilité industrielle et avoir un coût raisonnable.
Il a cependant des inconvénients en matière de sécurité et de sûreté. D'une part, sa forte réactivité chimique avec l'eau est susceptible de libérer de grandes quantités d'énergie si elle met en jeu des quantités de sodium importantes. Ces contraintes, connues, ont appelé des parades adaptées : en 2012, l'expérience cumulée d'exploitation de réacteurs rapides au sodium atteignait l'équivalent de plus de 400 ans dans le monde. D'autre part, le sodium n'est pas translucide comme l'eau mais opaque (visuellement proche de l'aluminium fondu). À partir du retour d'expérience des réacteurs à neutrons rapides ayant déjà fonctionné dans le monde, le CEA a développé deux techniques de contrôle non destructif (CND) par ultrasons utilisant des traducteurs ou transducteurs (émetteurs-récepteurs acoustiques) électromagnétiques et piézoélectriques immergés en sodium.

### Transmutation des déchets
Astrid doit participer aux études relatives à la transmutation des déchets nucléaires. Le CEA a remis le 21 décembre 2012 au Gouvernement, conformément aux termes de la loi du 28 juin 2006 relative à la gestion durable des matières et déchets radioactifs, un rapport présentant les résultats des recherches et les perspectives relatives aux nouvelles générations possibles de systèmes nucléaires qui en résultent, pour répondre aux objectifs affichés par la loi qui demande la mise en exploitation d'un prototype d'installation avant la fin 2020. La construction effective devait alors démarrer vers 2017.

### Exigences de sûreté
Par rapport aux surgénérateurs précédents (Phénix et Superphénix), l'Union européenne exige une sûreté renforcée exprimées notamment par l'Association des autorités de sûreté nucléaire des pays d'Europe de l'Ouest (WENRA en anglais) complétées par l'Autorité de sûreté nucléaire française avec les leçons tirées de l'accident de Fukushima. Le calendrier du projet Astrid prévoit une remise d'un « dossier des orientations de sûreté » en 2012 et remise d'un « dossier des options de sûreté » en 2014.

### Améliorations technologiques
Le projet Astrid intègre des solutions technologiques visant à améliorer la sûreté en comparaison avec les réacteurs précédents.
La géométrie du cœur a été conçue de façon à avoir un coefficient de vide négatif, permettant un arrêt de la réaction en chaîne dans une situation de perte de sodium primaire, même dans la situation hypothétique où aucun système de protection ne fonctionnerait, malgré leur redondance et leur diversification.
L'hypothèse d'un accident grave reste cependant prise en compte. Des dispositifs ont été installés pour que dans cette éventualité, les conséquences restent limitées à l'intérieur de la centrale et ne nécessitent pas de confiner les populations ni a fortiori de les évacuer.
Un récupérateur de corium est placé dans la cuve, sous le cœur. L'objectif en est de récupérer le corium, de l'étaler, de le refroidir et de confiner la radioactivité à la cuve.
L'inspectabilité des structures est améliorée pour tenir compte des contraintes du sodium (nommément, son opacité et la nécessité de l'isoler de l'atmosphère). Parmi elles, des systèmes de visualisation sous sodium fondés sur des méthodes acoustiques utilisent des capteurs ultrasonores.
Par ailleurs, les actes de malveillance sont pris en compte dans la conception, dont la chute intentionnelle d'un avion.
Contrairement au prototype Superphénix, le système de conversion d'énergie utilise un échangeur sodium-gaz (azote) et non plus de l'eau/vapeur. Le risque d'interaction sodium-eau est alors éliminé à la source et, plus généralement, il n'y a plus de coexistence de sodium et eau dans le même bâtiment. Le rendement net global, suivant le cycle de Brayton, est alors de 37 à 38 %. Cette valeur est inférieure au cycle vapeur de Rankine, de l'ordre de 40 à 41 %, mais le taux de disponibilité global peut permettre de compenser cette légère baisse.
La puissance thermique résiduelle du réacteur peut être évacuée de manière passive, en situation de perte des sources électriques, par des échangeurs sodium/air, grâce à l'amorçage d'un thermosiphon par convection naturelle et en utilisant au maximum la grande inertie du circuit primaire et sa grande marge à l'ébullition.

## Controverses

### Politiques
En novembre 2011, le Parti socialiste et Europe Écologie Les Verts (EELV) signent un « accord national de majorité », qui précise : « Aucun nouveau projet de réacteur ne sera initié ». L'agence de notation Standard and Poor’s estime que ce programme pourrait entraîner la fin de l’indépendance énergétique française. En juillet 2012, à la suite de l'annonce du partenariat conclu entre le CEA et Bouygues pour la construction d'Astrid :
- le député EELV Noël Mamère le qualifie de « nouvel accroc » à l'accord PS-EELV et demande à son parti de s'interroger sur son vote de confiance au gouvernement socialiste de Jean-Marc Ayrault[51],[52] ;
- la députée européenne Corinne Lepage, le dénonce comme un « vrai déni démocratique », le contrat ayant été signé en juillet 2012, donc après l'élection du président François Hollande et avant le débat sur la transition énergétique lancé depuis, en automne 2012[53],[54],[55].

En juillet 2021, l’Office parlementaire d'évaluation des choix scientifiques et technologiques (OPECST) évalue les conséquences de l’abandon en 2019 par la France du déploiement du projet Astrid. Les auteurs du rapport parlementaire « appellent à relancer le débat démocratique sur ce sujet central pour l'indépendance et la souveraineté de la France »,.

### Technologiques
Selon le Réseau Sortir du nucléaire, Astrid est présenté par le CEA comme un réacteur de « 4e génération »  représentant « une rupture technologique avec tout ce qui s'est fait jusqu'alors », alors que ce n'est qu'une version à peine modifiée de Superphénix, lui-même de type réacteur rapide refroidi au sodium :
- le plutonium, combustible utilisé et « produit par surgénération à partir de l'uranium 238 » dans ce type de réacteur, est une matière d'une « extrême toxicité », qui « multiplie également les risques de prolifération nucléaire » et prompte à déclencher des « réactions en chaîne incontrôlées »[58] ;
- le sodium liquide, utilisé comme fluide caloporteur, s'enflamme au contact de l'air et explose au contact de l'eau, ce qui peut mener à de dangereux incendies (le RNR-Na japonais de Monju est resté arrêté quinze ans à la suite d'un tel accident). L'opacité et la température du sodium rendent plus difficile l'inspection des installations[58] ;
- en cas d'arrêts répétés, le bilan énergétique s'avère très médiocre, voire négatif, car les combustibles doivent être refroidis et le sodium maintenu liquide, ce qui nécessite une consommation d'énergie constante et importante[Combien ?][59].

Le Groupement des scientifiques pour l'information sur l'énergie nucléaire (GSIEN), association anti-nucléaire, met en doute la capacité de l'enceinte de confinement à résister aux agressions internes et externes.
Selon l'ancien ingénieur au CEA et militant  anti-nucléaire Bernard Laponche, le projet Astrid souffrirait de problèmes majeurs de sûreté liés à l'utilisation du sodium liquide comme fluide caloporteur, doutant "de la capacité technique à éviter en toutes circonstances des réactions sodium-eau qui seraient catastrophiques".

### Économiques
La phase d'études du réacteur Astrid bénéficie d'une dotation d'environ 650 millions d'euros dans le cadre des investissements d'avenir. 25 millions d'euros ont été alloués au domaine de la sûreté après la catastrophe de Fukushima en 2011. En 2015, il manquerait 50 millions d'euros pour poursuivre les études planifiées jusqu'en 2019. C'est le seul prototype de réacteur qui a été doté en France de manière exclusive de crédits de recherche, alors que le Forum international Génération IV mentionnait également les réacteurs à lit de boulets et les réacteurs à sels fondus, dont des prototypes (HTR-PM, réacteur à sels stables...) seront mis en service en 2020 à l'étranger,.
Le coût final du réacteur est estimé selon certaines sources, à plus de cinq milliards d'euros. Selon le ministère de l'écologie et de l'énergie, « il n'est pas acquis que les objectifs fixés puissent être atteints à un coût raisonnable ».
Selon Bernard Laponche, le coût de l'énergie produite par le réacteur Astrid se situerait à un niveau rédhibitoire : environ 150 €/MWh, sans tenir compte des coûts supplémentaires des usines dédiées à son combustible nucléaire à base de plutonium. Cependant, selon le CEA, il est exagéré de comparer le coût d'un prototype et celui d'un modèle de série, puisque le projet Astrid, en tant que démonstrateur technologique, n'a pas une vocation commerciale.